# Kolizej
Kolizej (nemško Coliseum) je tip monumentalne, večnamenske in večnadstropne zgradbe, ki se je razvil na področju Avstrije v drugi četrtini 19. stoletja. Stavbe so dobile ime po Vespazijanovemu rimskemu Koloseju.

## Zgodovina
Takratna avstrijska zakonodaja je določala, da so naselja oz. posamezniki dolžni poskrbeti za nastanitev vojaških enot na transportu. Zaradi pomanjkanja namenskih stavb so bili vojaki tako nameščeni v cerkvah, gledališčih, zasebnih stavbah oz. v improviziranih stavbah (barake, šotori). Posledično so v treh mestih zgradili štiri kolizeje in sicer dva na Dunaju, enega v Gradcu in enega v Ljubljani. Medtem ko je bil primarni namen stavbe kratkotrajna namestitev večjega števila vojakov (od tisoč do več tisoč) z njihovo popolno oskrbo (skladišča, hlevi za konje in živino, obrtniške delavnice), pa so istočasno tudi predstavljale prve stanovanjsko-poslovne objekte. Tako so v stavbe nastanili tudi različne trgovce, gostilne/kavarne/vinotoče, jih opremili s plesnimi dvoranami in letnimi vrtovi,... Zaradi gradnje namenskih vojašnic v drugi polovici 19. stoletja pa so kolizeje preuredili v civilne stanovanjsko-poslovne objekte. 
Leta 2011, ko je bil porušen ljubljanski Kolizej, je bil to zadnji obstoječi kolizej od štirih zgrajenih. To je bil tudi edini še ohranjeni primer romantične umetnosti na prehodu iz bidermajerja v historicizem. Kolizeji pa so predstavljali tudi predhodnike poznejših delavskih, narodnih in zadružnih domov.